# 奥田あや
奥田 あや（おくだ あや、1988年11月27日 - ）は、日本棋院東京本院所属の囲碁の女流棋士。五段。東京都出身。大淵盛人九段門下。夫は囲碁棋士の河野臨。

## 略歴
最後の昭和生まれの囲碁棋士として知られる（関西棋院では、6月20日生の金昞俊が最後の昭和生まれであり、両院合わせて最後の昭和生まれ。最初の平成生まれは、日本棋院では同学年の平成元年3月6日生の村松大樹。関西棋院では、2月10日生の井上直紀）。
囲碁愛好家の祖父に教えられ、囲碁を始める。祖父に連れられ小林千寿の千寿会などで研鑽する。
1996年、小学2年生で少年少女囲碁大会小学生の部に出場。
1999年、大淵盛人の内弟子第一号となり、その後院生となる。
2001年、棋士採用試験で予選敗退。
2002年、棋士採用試験で25位に終わり、入段できず。入段したのは安斎伸彰・大場惇也・古家正大。
2004年、冬季棋士採用試験では8位に終わり、入段できず。入段したのは村上晶英と謝依旻。女流棋士採用試験では2位となり、1位の向井千瑛と共に入段を果たす。
入段翌年には女流名人戦本戦入りするなど頭角を現し、2008年に女流本因坊戦の挑戦者決定戦進出、2010年に大和証券杯ネット囲碁レディース準優勝など活躍を見せる。
2011年3月7日、第2回おかげ杯予選で、望月研一七段と加藤祐輝五段を破り、本戦入り。
2012年8月16日、第31期女流本因坊戦挑戦者決定戦で知念かおり四段に黒番半目勝ちをおさめ、挑戦権を獲得した。23歳の奥田が念願の挑戦手合初出場、同期入段の謝依旻女流二冠に挑む（3連敗で初挑戦は失敗）。
2013年の第25期女流名人戦リーグ戦では、初戦の向井千瑛五段との対局には敗れたものの、その後5連勝し5勝1敗の成績を残す。3年連続で女流名人戦の挑戦者になっていた向井は4勝2敗に留まり、初の女流名人戦挑戦手合出場を決めた（謝に2連敗で挑戦は失敗）。
2014年6月27日、第1回会津中央病院杯・女流囲碁トーナメント戦準優勝。決勝戦では藤沢里菜に敗れた。
2020年、第26回プロ棋士ペア碁選手権（非公式戦）で村川大介とペアを組み優勝。
2021年には、第4回SGW杯中庸戦にて本戦で3連勝し優勝者決定戦にまで進出。勝利すれば自身初となるタイトルで、また藤沢里菜（第15回若鯉戦優勝）に次いで2例目となる男女混合公式棋戦での女流棋士優勝となるところであったが、潘善琪八段に敗れ初タイトル獲得はならなかった。
2022年3月、第28回プロ棋士ペア碁選手権で佐田篤史とペアを組み、自身二度目の優勝。
2023年10月7日、自身のSNSにて囲碁棋士の河野臨との婚約したことを発表、11月15日（いい囲碁の日）に婚姻届を提出したことを報告した。

## 昇段・良績
- 2004年4月1日 初段
- 2007年6月8日 二段（勝星規定）[11]
- 2011年11月20日 三段（勝星規定）[12]
- 2019年1月18日 四段（勝星規定）[13]
- 2025年3月28日 五段（勝星規定）[14]

### 良績
- 女流名人戦 挑戦者 1回（第25期）
- 女流本因坊戦 挑戦者 1回（第31期）
- 会津中央病院杯・女流囲碁トーナメント戦 準優勝 1回（第1回）
- SGW杯中庸戦 優勝者決定戦進出 1回（第4回）

タイトル戦登場回数 4回
- 女流本因坊戦 挑戦者決定戦 2回（第27、33期）
- ネット囲碁レディース 準優勝 1回（第4回、非公式棋戦）